# Dizyklische Gruppe
Die dizyklischen Gruppen sind spezielle endliche Gruppen, die sich als Erweiterung zyklischer Gruppen ergeben. Es handelt sich dabei um eine Folge von Gruppen {\displaystyle \mathrm {Dic} _{n}} der Ordnung {\displaystyle 4n}, Dic steht dabei für die englische Bezeichnung dicyclic group.

## Konstruktion der Gruppe
Wir gehen aus von einer zyklischen Gruppe {\displaystyle C_{2n}}, die wir als multiplikative Untergruppe in {\displaystyle \mathbb {C} } realisieren, d. h.
{\displaystyle C_{2n}=\{\exp(\nu \pi i/n)\mid \nu =0,\ldots ,2n-1\}}
Die Gruppe wird von {\displaystyle a:=\exp(\pi i/n)} erzeugt und es ist
{\displaystyle a^{\nu }=\exp(\nu \pi i/n)=\cos(\nu \pi /n)+i\sin(\nu \pi /n)}
Wir betrachten hier die gerade Gruppenordnung {\displaystyle 2n}, damit {\displaystyle -1=a^{n}\in C_{2n}} ist.
Indem wir die komplexen Zahlen {\displaystyle \mathbb {C} =\mathbb {R} +i\mathbb {R} } als Unteralgebra der Quaternionen {\displaystyle \mathbb {H} =\mathbb {R} +i\mathbb {R} +j\mathbb {R} +k\mathbb {R} }  auffassen, ist {\displaystyle C_{2n}} auch eine multiplikative Untergruppe des vierdimensionalen Raums {\displaystyle \mathbb {H} }. Wir wollen {\displaystyle b:=j} als weiteres Element zur Gruppe hinzunehmen und definieren daher
{\displaystyle \mathrm {Dic} _{n}:=} von {\displaystyle \{a,b\}} erzeugte multiplikative Untergruppe von {\displaystyle \mathbb {H} }.
Da {\displaystyle i\cdot j=k} ist
{\displaystyle a^{\nu }b=j\cos(\nu \pi /n)+k\sin(\nu \pi /n)},
und man kann zeigen, dass
{\displaystyle \mathrm {Dic} _{n}=\{a^{\nu },a^{\nu }b\mid \nu =0,\ldots ,2n-1\}}
Dazu rechnet man zunächst {\displaystyle (ab)^{2}=-1} und damit {\displaystyle ba=a^{-1}b=a^{2n-1}b}; aus dieser Formel ergibt sich sofort, dass {\displaystyle \mathrm {Dic} _{n}} tatsächlich nur die angegebenen {\displaystyle 4n} Elemente enthält.
Da die Elemente {\displaystyle a^{\nu }b} genauso wie die {\displaystyle a^{\nu }} ebenfalls ein regelmäßiges 2n-Eck aufspannen, nennt man diese Gruppe dizyklisch, eine Bezeichnung, die auf G. A. Miller zurückgeht.

## Die dizyklische Gruppe als Erweiterung
Man kann die dizyklische Gruppe als Erweiterung zweier zyklischer Gruppen schreiben:
{\displaystyle 0\rightarrow C_{2n}\,{\xrightarrow {\iota }}\,\mathrm {Dic_{n}} \,{\xrightarrow {p}}\,C_{2}\rightarrow 0}.
Dabei ist {\displaystyle \iota } die Inklusionsabbildung und
{\displaystyle p(a^{\nu })=1,\,p(a^{\nu }b)=-1}.
Offenbar liegt hier eine kurze exakte Sequenz vor.

## Präsentation der dizyklischen Gruppen
Mit obigen Bezeichnungen bestehen offenbar die Gleichungen
{\displaystyle a^{2n}=1,\quad a^{n}=-1=b^{2},\quad ba=a^{-1}b}. Das genügt bereits, die dizyklischen Gruppen zu beschreiben, denn die dizyklische Gruppe der Ordnung {\displaystyle 4n} für {\displaystyle n\geq 2} erhält man durch folgende Präsentation über Erzeuger und Relationen:
{\displaystyle \left\langle x,y\mid x^{2n}=1,x^{n}=y^{2},yx=x^{-1}y\right\rangle }.

## Dicnfür kleine n
{\displaystyle \mathrm {Dic} _{1}=\{1,-1,j,-j\}}
ist eine zur zyklischen Vierergruppe {\displaystyle C_{4}} isomorphe Gruppe.
{\displaystyle \mathrm {Dic} _{2}=\{1,i,-1,-i,j,ij,-j,-ij\}}
ist eine zur Quaternionengruppe isomorphe Gruppe.
{\displaystyle \mathrm {Dic} _{3}=\{1,a,a^{2},a^{3},a^{4},a^{5},b,ab,a^{2}b,a^{3}b,a^{4}b,a^{5}b\}}
ist eine 12-elementige Gruppe mit folgender Verknüpfungstafel:
| {\displaystyle \cdot } | 1   | a   | a2  | a3  | a4  | a5  | b   | ab  | a2b | a3b | a4b | a5b |
| ---------------------- | --- | --- | --- | --- | --- | --- | --- | --- | --- | --- | --- | --- |
| 1                      | 1   | a   | a2  | a3  | a4  | a5  | b   | ab  | a2b | a3b | a4b | a5b |
| a                      | a   | a2  | a3  | a4  | a5  | 1   | ab  | a2b | a3b | a4b | a5b | b   |
| a2                     | a2  | a3  | a4  | a5  | 1   | a   | a2b | a3b | a4b | a5b | b   | ab  |
| a3                     | a3  | a4  | a5  | 1   | a   | a2  | a3b | a4b | a5b | b   | ab  | a2b |
| a4                     | a4  | a5  | 1   | a   | a2  | a3  | a4b | a5b | b   | ab  | a2b | a3b |
| a5                     | a5  | 1   | a   | a2  | a3  | a4  | a5b | b   | ab  | a2b | a3b | a4b |
| b                      | b   | a5b | a4b | a3b | a2b | ab  | a3  | a2  | a   | 1   | a5  | a4  |
| ab                     | ab  | b   | a5b | a4b | a3b | a2b | a4  | a3  | a2  | a   | 1   | a5  |
| a2b                    | a2b | ab  | b   | a5b | a4b | a3b | a5  | a4  | a3  | a2  | a   | 1   |
| a3b                    | a3b | a2b | ab  | b   | a5b | a4b | 1   | a5  | a4  | a3  | a2  | a   |
| a4b                    | a4b | a3b | a2b | ab  | b   | a5b | a   | 1   | a5  | a4  | a3  | a2  |
| a5b                    | a5b | a4b | a3b | a2b | ab  | b   | a2  | a   | 1   | a5  | a4  | a3  |

Hier ist {\displaystyle \textstyle a={\frac {1}{2}}+i{\frac {\sqrt {3}}{2}}} und {\displaystyle b=j}.
Da {\displaystyle a^{3}=-1}, kann man auf die Potenzen {\displaystyle a^{3},a^{4},a^{5}} verzichten und stattdessen mit einem Vorzeichen arbeiten, wie wir es bei {\displaystyle \mathrm {Dic} _{2}} mit {\displaystyle a=i} und {\displaystyle b=j} bereits getan hatten. Es ist dann
{\displaystyle \mathrm {Dic} _{3}=\{1,a,a^{2},-1,-a,-a^{2},b,ab,a^{2}b,-b,-ab,-a^{2}b\}}